# Bitwa pod Nahawandem
Bitwa pod Nahawandem – starcie zbrojne, które miało miejsce w roku 642 w trakcie walk arabsko-perskich. Zwycięstwo Arabów przypieczętowało upadek państwa Sasanidów. 
Po zwycięstwie w bitwie pod al-Kadisijją w roku 638 Arabowie zajęli Mezopotamię. Król perski Jezdegerd III opuścił swoją rezydencję w Ktezyfonie i wycofał się w góry. Arabowie kontynuowali kampanie w rejonie Chuzestanu (który zajęli po ciężkich walkach w roku 639). Następnie wkroczyli na ziemie perskie, gdzie dążyli do stoczenia decydującej bitwy. 
W roku 642 Jezdegerd III na czele wielkiej armii pomaszerował z Hamadan (Ekbatana) na południu kraju naprzeciw Arabom, którzy w dwóch grupach marszowych wyruszyli z Kufy oraz Basry pod dowództwem An-No'mana. Równocześnie inna arabska armia skierowała się pod Isfahan, gdzie jej zadaniem było uniemożliwienie tamtejszym oddziałom perskim połączenie się z główną armią perską. 
Przypuszcza się, że siły perskie liczyły kilkadziesiąt tysięcy ludzi. Siły perskie osłabione były w wyniku wyczerpujących walk w wojnie z Bizancjum oraz konfliktach domowych. Armię perską w większości tworzyły oddziały słabo uzbrojonej piechoty. Niewiele było jednostek elitarnych, których żołnierze w poprzednich latach polegli w licznych bitwach. Także jazda perska wyraźnie ustępowała Arabom pod względem taktycznym. 
Do spotkania obu armii doszło pod Nahawandem, gdzie miały miejsce trwające dwa dni niewielkie potyczki, w wyniku których Persowie wycofali się do umocnionego obozu. W tej sytuacji Arabowie starali się użyć podstępu, w celu wywabienia przeciwnika z obozu. Jednak to Persowie dokonali niespodziewanego wypadu, w wyniku którego śmierć poniósł dowodzący Arabami An-No'man. Ich straty były jednak olbrzymie i szala zwycięstwa przechylała się na stronę muzułmańską. 
Według późniejszych relacji Arabowie pokazali Persom pojmaną po bitwie pod al-Qādisiyyah córkę króla perskiego, co wywołało dość nieskoordynowany atak Persów, pragnących wyswobodzić jeńca. Nie ma jednakże do końca pewności czy rzeczywiście taka sytuacja miała miejsce. Po ciężkiej walce pobici Sasanidzi rozpoczęli pod osłoną nocy ucieczkę, w momencie gdy doszła do nich wiadomość o nadciągającej drugiej armii arabskiej. Gdy rankiem Arabowie uderzyli na obóz, nie zastali w nim już nikogo. Po bitwie zwycięzcy podjęli pościg za uchodzącym przeciwnikiem, ścigając go aż w rejony górskie. Po drodze zabijali napotkanych ludzi i zwierzęta, zajmując 22 twierdze. Zwycięstwo Arabów okupione zostało również wielkimi stratami. 
W następnych latach Arabowie zajmowali jedną po drugiej, kolejne prowincje perskie. Opór perskiej szlachty został stłumiony siłą lub też zakończony w wyniku działań dyplomatycznych. Król perski Jezdegerd III nie był już w stanie zorganizować skutecznej obrony, gdyż szlachta unikała wystawiania swoich wojsk pod rozkazy króla. Władca do roku 651 skutecznie opierał się Arabom, w końcu został zamordowany a państwo Sasanidzów dostało się pod władzę muzułmańską.

## Literatura
- Abd al-Husain Zarrinkub: The Arab Conquest of Iran and Its Aftermath. In: A. J. Arberry: The Cambridge History of Iran. Band 4: R. N. Frye: The period from the Arab invasion to the Saljuqs. Cambridge University Press, Cambridge u. a. 1975, ISBN 0-521-20093-8, S. 1–56.
- James Howard-Johnston: Witnesses to a World Crisis. Historians and Histories of the Middle East in the Seventh Century. Oxford 2010.